# Mimeusemia postica
Mimeusemia postica är en fjärilsart som beskrevs av Walker 1862. Mimeusemia postica ingår i släktet Mimeusemia och familjen nattflyn. Inga underarter finns listade i Catalogue of Life.